# じゃじゃ忍トリッパー (単行本)
『じゃじゃ忍トリッパー』（じゃじゃにんトリッパー）「ぶんか社」は水田恐竜による単行本。サブタイトルは「水田恐竜作品集」

## 概要
作者がこれまで描いた作品が様々な事情で打ち切られたものを集めた4コマギャグ漫画。

### じゃじゃ忍トリッパー
本作については「じゃじゃ忍トリッパー」を参照。

### ゆらりソードキル
侍の雰囲気を醸し出す女子高生ゆらりが周囲の人物を巻き込んでいく4コマギャグ漫画。掲載雑誌はコミックバズーカ増刊「剣王」（辰巳出版）。ここでは単行本「天空の乙姫たち」に登場した人物も紹介する。（掲載雑誌はみこすり半劇場増刊号「新人ちゃん」（ぶんか社））

#### 登場人物
霧崎ゆらり
この作品の主人公でいつも日本刀を背負っている女子高生。
刀の基本的な使い道はチカンや変質者を斬るためである。その他にも下着泥棒を退治するために夜でも洗濯物を出しっぱなしにしている（それを知らなかったあかねは斬られそうになった）。
硬派な性格に似合わず母親の事をママと呼ぶ少し可愛らしい面もある。
「天空の乙姫たち」では転校生の駒子と仲良くなった（ただしあかねとほとんど反応が被っていた）。
秋野あかね
ゆらりの同い年の従姉妹。ゆらりとの出会いはチカンに襲われているのを助けられたところである。
両親の海外出張で霧崎家に居候することになるが、霧崎家にたどりつくまでアオカゲに振り落とされたり等と苦労が絶えなかった。（家についてからもゆらりの剣道の相手をされてやられたり等と苦労が絶えなかった）
アオカゲ
ゆらりの愛馬。あかねのスカートをめくり、スタンガンをかけられ感電してしまう。「天空の乙姫たち」ではカゲロウという馬が登場する。
ゆらりの母親
あかねの叔母。ゆらりの攻撃を見切るほどの実力を持つ。
石井駒子（天空の乙姫たちに登場）
ゆらりの学校の転校生。暗い性格だがゆらりと仲良くなり、ゆらりからは「お駒」と呼ばれる。駒子の母親曰く「転校してから元気になった」との事（またいじめられることも不安に感じていた）。

### ウサギのちゃあ様
ウサギと人間が融合したような不思議生物ちゃあが女子校生マコトとマコトの家族と一緒に暮らしドタバタを繰り広げる4コマギャグ漫画。掲載雑誌は「スピードコミック」（宝島社）。

#### 登場人物
ちゃあ
マコトの家に突然住み着いた不思議生物。
喋ることも出来るが、作中の第一声は「こんばんは。モリシンイチです。」（マコトは驚いていたが姉と母は驚かなかった上、姉曰く森進一に似ているとの事）。
草食動物かと思われたが、ハンバーグ等の肉を食べる時は牙に変わる。その他にもアリクイの舌や、クジラのヒゲも披露した。ただしウサギだけに何を食べてもウンチが丸く、ウンチをパチンコ玉として使った事もある。（ただし大当りした時はウンチと混ざっていた）
ニンジンを食べると大人の女性に変身するが3分しか持たない上、「人参」を「じんさん」と読むなど知性はそのまま。また朝鮮人参を食べると外人風に変身する（その時は「朝鮮人参」を「あさあざじんさん」と読んでいた）。
マコト
ちゃあを拾った女子校生。家族構成は両親と姉。
ちゃあの洗濯したパンツが無くなった時、パンツの中にちゃあを入れて姉に「カンガルー？」とつっこまれた。
ちゃあの特徴に困惑するが、ちゃあが変身しても知性がそのままという事を見抜いていた。

### けさらんパラダイス
夫の仕事の都合で毛佐良（けさら）村に家族で住む事となった4コマギャグ漫画。掲載雑誌は「まんが4コマ丼」（ぶんか社）。

#### 登場人物
ミズナ
この作品の主人公で毛佐良村出身。穏やかな見かけによらず意外と豪快な性格でネズミより怖い「青大将」というヘビを素手で捕まえたり、ベコ（牛）乗りが得意だったりする。
和風の釜戸でワッフルやクロワッサン等の洋食を作る技術を持つ。（ミズナ曰く「ちょっとしたコツがある」との事）
目元は目を閉じたタレ目が重なった様なものだが、夫が高校の時の写真を見た時はただのタレ目だった。
都会に住んでいた時は丸の内でOLをやっていた。
ミズナの夫
小学校教員で毛佐良村の小学校に勤める事となる。
田舎の生活に、はじめは困惑していたが、一ヶ月経って慣れて来た頃には「子供は自然の中で育つのが一番」と少しゆとりが出てきた。（ただし狐火やカッパのキューなどまだまだ驚かされるものがある）
カンナ
ミズナのミズナの夫の娘で小学4年生。
ミズナの夫と同じく都会育ちで毛佐良村の特徴に困惑していたが一ヶ月後にはフキちゃんという友達が出来た。
たえ子
ミズナの友達でよく畑で取れた野菜を届けに来る。
フキちゃん
カンナと同学年だが小学4年生とは思えないくらいの大人なスタイルを持つ。
キュー
カッパだが人間の言葉を喋る事が出来る。
相撲を取るのが好きでミズナの夫は「記念になる」という事で相撲を取るが、キューが勝ったら尻子玉抜くということを知ると「参った」と言ってしまった。（ミズナ曰く尻子玉を抜かれると２～３日寝込んでしまうため）

### あしストが～る
手先は不器用だが足はとても器用な女子校生が主人公の4コマギャグ漫画。掲載雑誌は「まんがくらぶオリジナル」（竹書房）。

#### 登場人物
春山里美
この作品の主人公。
手先は不器用だが足先はものすごく器用でブラインドタッチ、絵画、ピアノ、料理等なんでもこなすが、ついたあだ名は「サル美」若しくは「サル山里美」である。
里美の母親
娘の里美が小さい時から手先が不器用なのを心配しており、ピアノを無理して買ったり、デートの日には「百年の恋がぶっ飛びませんように」と祈ったりしていた。（また爪切りは足でやるのを見て「未来のダンナには見せられない姿ね」と心の中で思った）

### 悶々ちっぷす
掲載雑誌は「ガツン！」（KKベストセラーズ）

### 悶々アソート
掲載雑誌は「スピードコミック」（宝島社）。ここでは複数回登場した人物のみ紹介していく。ちなみに一部扉絵には「ウサギのちゃあ様」のちゃあがTシャツのプリントで登場している。

#### 登場人物
バイブ売り
色々と改造したバイブを女性に売ろうとするが毎回の様に「普通の下さい」等と遠慮されている。

### チュー毒してぇ
掲載雑誌は「電撃コミック・ガオ」（メディアワークス）。2作目以降の扉絵には、作者の思い出話や現状等が紹介されている。ここでは複数回登場した人物のみ紹介していく。

#### 登場人物
ギネスを狙う女子中学生
ブルマでの歩いて世界一周やエベレスト山頂上到達でギネスを狙うが、ギネス登録協会から「登録出来ない」と拒否されてしまう。（エベレスト山を降りる時はブルマを旗の様に立てパンツ一丁で帰って下半身がしもやけになった）
ウメボシ婦警
男の子が「おまわりさん」と呼んでいるのに対し自分は「ふじんけいかん」と呼ばれて、「なぜ私には『お』や『さん』をつけてくれない」と怒り出しウメボシをした理不尽な女性。更には「お子様ランチ」を持って来たウェイトレスにも自分には「Aランチお待たせしました」という発言に対し、「私のにはなぜ『お』や『様』をつけてくれない」と怒り出しウメボシをした。（そして何故か1コマ余ったので作者にもウメボシをした）
蜂矢さん
ハチ女で、目元がいびつで頭には触角がついておりハチとよく戯れている。下部くんを彼氏としているが「蜂矢さん」と呼ばれると「女王蜂様とお呼び」と鞭でしばくなどほとんど下僕扱いである。蜂矢さんと同類の有須川さんというアリ女もいる。
下部くん
蜂矢さんの彼氏というよりただの下僕で鞭でしばかれると喜ぶマゾヒスト。蜂矢さんや有須川さんの様ないびつな女性を美しく感じている。
昔話（？）をするおばあちゃん
孫らしき少年に昔話をしてと頼まれるが、子供にはわからない様な遥か昔の話をして少年を困惑させた。（最終的には泣かせてしまった）

### 不燃性廃棄物
掲載雑誌はモーニング増刊「ルーキーリーグ号」（講談社）。作者のデビュー作品。ここでは複数回登場した人物のみ紹介していく。

#### 登場人物
京女
小便小僧を見てはしゃぐ女子校生にはしたないという理由で「放尿小僧と言わなあかんえ」と言って立ち去っていく。そして陸上競技で世界記録を出した選手に「回転する銀河系の中地球は秒速250キロで運動してる事をご存知？」と言って立ち去っていった。
日記をつける女の子
オタマジャクシの観察日記をつけるが、40日後カエルとは思えない生物に成長したので「きもちわるいからやめました」と川に捨ててしまう。
また「にこにこぷん」のじゃじゃ丸やぴっころの様な着ぐるみを見て「きょうもなぞのせいぶつをみました」と図鑑を調べていた。また彼女かどうか不明だが砂場で遊んでいた時公園でゴルフをしている集団に対して「？」と反応していた。
電動美女（エレクトレディ）モモコ
一見普通のOLだが「チェンジ」と叫ぶと電動美女モモコに変身出来るが別に強くなる訳ではなく男2人に犯されてしまう。
カナヅチだが変身すると立泳ぎが出来るが流されてしまい女の子を助けるつもりが自分も助けられる結果となってしまう。
体内でビタミン類を合成出来る能力を持つが、人目を気にせず変身し、肉ソバを食べて他の客を驚かせるなど非常に天然な性格である。またチカンにあっている女性を助けた時は真顔でチカンに尻を触られていた（チカンは困惑しながら尻を触っていた）。
後に「ももこACTIVITY」という作品が登場し、彼女と同じ天然な主人公ももこが登場する（ただし変身はしない）。